# Gnuplot
gnuplot — вільна програма для створення дво- та тривимірних графіків.
gnuplot має власну систему команд, може працювати інтерактивно (у режимі командного рядка) і виконувати скрипти, читані з файлів. Підтримує широкий спектр форматів виводу, та використовується як система виводу зображень в різних математичних пакетах: GNU Octave, Maxima та інших. Також пакет pgfplots, який розроблений для LaTeX має вбудовані можливості для використання gnuplot як back-end програми для побудови графіків.

## Приклад сеансу

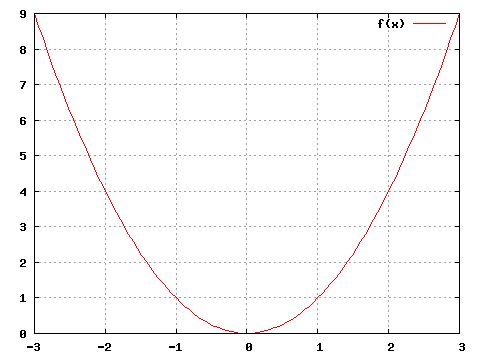

Символом «$» позначено запрошення командної оболонки.

```
$ gnuplot
gnuplot> set grid xtics ytics
gnuplot> plot x**2
gnuplot> exit
$
```

## Ліцензія
Незважаючи на назву, gnuplot не є частиною проекту GNU і не використовує ліцензію GNU GPL. Ліцензія gnuplot допускає випуск модифікованих версій у вигляді патчів до сирцевого коду та забороняє розповсюдження цілісного коду програми сторонніми організаціями.
Незважаючи на таке обмеження, gnuplot включається у багато дистрибутивів Лінукс та як компонент у пакунки інших застосунків.

## Виноски
1. ↑  The gnuplot Open Source Project on Open Hub: Languages Page — 2006.
2. 1 2  gnuplot licence. Архів оригіналу за 26 червня 2013. Процитовано 13 березня 2012.
3. ↑  PGFPlots - A LaTeX package to create plots. pgfplots.sourceforge.net. Архів оригіналу за 11 квітня 2022. Процитовано 21 квітня 2017.